# Metaleptobasis bicornis
Metaleptobasis bicornis är en trollsländeart som först beskrevs av Selys 1877.  Metaleptobasis bicornis ingår i släktet Metaleptobasis och familjen dammflicksländor. IUCN kategoriserar arten globalt som otillräckligt studerad. Inga underarter finns listade i Catalogue of Life.